# Башкирский театр драмы имени Мажита Гафури
Башкирский государственный академический театр драмы имени Мажита Гафури (баш. Мәжит Ғафури исемендәге Башҡорт дәүләт академия драма театры) — драматический театр в городе Уфе, носящий имя народного поэта Башкортостана Мажита Гафури.

## История театра
Официально театр был учреждён 4 декабря 1919 года в Стерлитамаке как 1-й Башкирский государственный театр на основе Стерлитамакского татарского театра. Первым художественным руководителем и директором стал В. Г. Муртазин-Иманский.
Складывался в течение длительного времени из профессиональных и полупрофессиональных сценических объединений «Сайяр», «Нур», «Ширкэт», «Фажига вэ мосэккин исламия» И. Кудашева-Ашказарского, красноармейских театров времён Октябрьской революции и гражданской войны и до 1924 года спектакли шли на татарском языке.
В первые годы репертуар театра включал следующие произведения: «Салават-батыр» и «Акшан-батыр» (поставлен в 1920) А. Инана (Ф. Сулейманова), «Витязи Отчизны» Ф. Туйкина (1920), «Ашкадар» и «Алпамыша» М. Бурангулова, «Мактымхылу» и «Карагул» Д. Юлтыя, «Башмачки» (1922) и «Зульхабира» Х. К. Ибрагимова; произведения татарских драматургов «Галиябану» М. Файзи (в ред. В. Муртазина-Иманского), «Несчастный юноша» Г. Камала, «Брачный договор» Г. Исхаки, «Неравные» Ф. Амирхана, «Тагир и Зухра» Ф. Бурнаша, «Враги» Ф. Сайфи-Казанлы. Кроме того здесь шли спектакли, поставленные по классическим пьесам драматургов России и других стран: «Ревизор» Н. В. Гоголя, «Без вины виноватые», «Гроза», «На бойком месте» А. Н. Островского, «Свадьба Кречинского» А. В. Сухово-Кобылина «Царь Эдип» Софокла, «Скупой» и «Лекарь поневоле» Мольера.
В 1-й состав труппы входили А. Абзелилов, С. Валиев-Сульва, М. Гайнисламова-Казаккулова, Г. Гумерская, И. Зайни, М. Иманская, Г. Карамышев, Х. Сабитов, Ф. Самитова, Е. Шляхтина-Сыртланова, Р. Урманцева, Г. Ушанов, З. и Р. Якуповы, художник Сабит Яхшибаев, зав. муз. частью — композитор, актёр и драматург Х. К. Ибрагимов.
В 1922 году коллектив театра был переведён в Уфу, где объединился с татарской труппой Уфимского государственного показательного театра и получает название Башкирского государственного театра драмы. В 1935 году театр получает звание академического.
Художественными руководителями театра были: А. К. Мубаряков (1937—1938), Т. Г. Имашев (1938—1939, 1941—1942), Х. Г. Галимов-Бухарский (1939—1941), В. Г. Галимов (1942—1945); художниками-сценографами: С. И. Никандров, Г. Ш. Имашева, М. Н. Арсланов; музыкальной частью заведовали композиторы К. Ю. Рахимов, М. М. Валеев, Т. Ш. Каримов.
В 1930-е и 1940-е в театре были поставлены спектакли об истории башкирского народа: «Салават и Пугачев» Инана, Юлтыя и Муртазина-Иманского, «Салават» Муртазина-Иманского, «Ынйыкай и Юлдыкай» Х. Габитова, «Башкирская свадьба» и «Невестка Шаура» Бурангулова, «Черноликие» М. Гафури, «Зимагоры» С. Мифтахова, «Карлугас» Б. Бикбая. Также в репертуаре появились спектакли, повествующие о революционных событиях в стране, о людях труда: «Запоздавший приказ, или Валидовщина» Ш. Усманова и Магадеева, «Алатау» А. Тагирова, «Мятеж» Д. Фурманова, «Бронепоезд 14-69» Вс. Иванова, «Как закалялась сталь» Н. А. Островского, «Исход» Н. Исанбета, «Потоки» Т. Гиззата, «Рельсы гудят» и «Хлеб» В. М. Киршона. Театр все больше обращался к образцам классической литературы: «Овечий источник» Лопе де Вега, «Отелло» Шекспира, «Мещанин во дворянстве» Мольера, «Борис Годунов» А. С. Пушкина, «Ревизор» Гоголя, «Разбойники» Шиллера, «Принцесса Турандот» Карло Гоцци, «Альмансур» Г. Гейне, «Без вины виноватые» А. Н. Островского, «Зеленый попугай, или В ночь взятия Бастилии» А. Шницлера, «На дне», «Егор Булычов и другие» М. Горького, «Шахнамэ» М. Джанана (по Фирдоуси).
В 1981—1996 года главным режиссёром и художественным руководителем театра был Рифкат Исрафилов.
В 1996—1997 годы театром руководит Народная артистка СССР Г.Мубарякова, в 1997—2000 годы художественным руководителем становится Народный артист Республики Башкортостан А.Надыргулов;
С 22.05.1998 года по 30.06.2017 год существовала собственная служба безопасности.
В 2000 году, после незначительного пожара, театр обретает обновленный вид. Проявляя большую заботу и понимая необходимость дополнительной поддержки, Президент Республики Башкортостан Муртаза Губайдуллович Рахимов 5 февраля 2001 года подписал Указ «О Башкирском государственном академическом театре драмы имени Мажита Гафури». В 2001 году Указом Президента РБ М.Рахимова утверждена многофункциональная дирекция театра: генеральным директором назначена заместитель министра культуры РБ Гульдар Муратова, директором по основной деятельности — Хурматулла Утяшев. В театре работают приглашенные по контракту режиссёры : И.Гиляжев, Н.Абдыкадыров, Б.Манджиев Ф.Бикчентаев, М.Рабинович, П.Шеин и др.;
В 2005 года художественным руководителем театра становится главный режиссёр Айрат Абушахманов.
В 2006 году на должность директора назначен заслуженный работник культуры РБ, заслуженный деятель искусств РБ, Почетный кинематографист России Р. А. Исмагилов.
8 ноября 2007 года открылась малая сцена театра.
С 2012 года художественным руководителем театра являлся О. З. Ханов. С 2017 года нынешним директором театра является Иршат Ишбулатович Файзуллин.
В сентябре 2019 года театр открыл юбилейный сотый театральный сезон.

## Современный театр

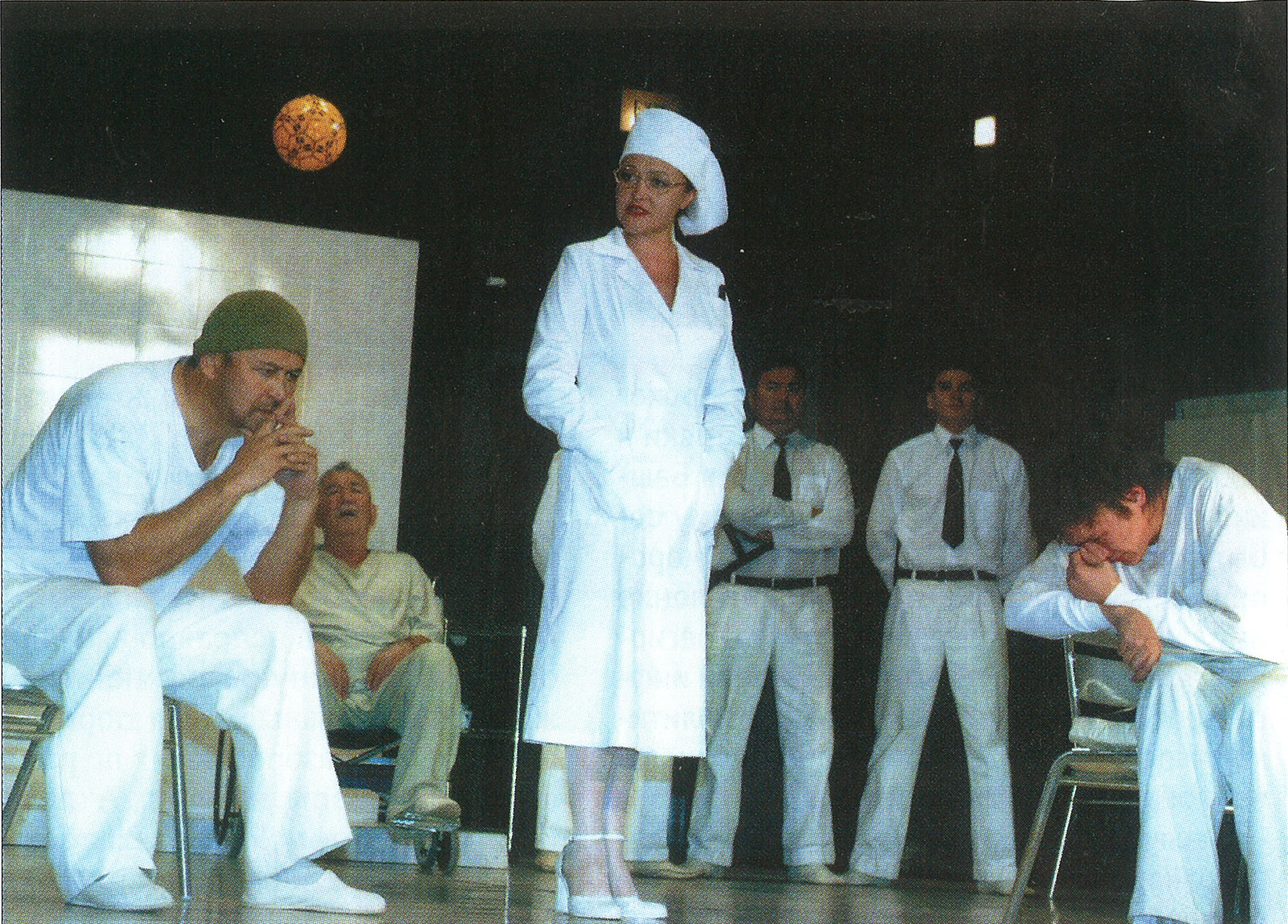
Сцена из спектакля «Пролетая над гнездом кукушки» в постановке Башкирского академического театра драмы.
В роли Мак Мерфи — Хурматулла Утяшев,
старшая сестра — Эльвира Юнусова.

Современное здание располагается на месте разобранного в 1932 году Воскресенского собора.
Здание театра объявлено памятником архитектуры

### Технические параметры[7]
- Большая сцена
  - Количество мест в зрительном зале — 620
  - ширина сцены — 22,0 м
  - глубина сцены — 17,0 м
  - высота — 20,0 м
- Трюм
  - глубина трюма — 6,3 м
- Круг
  - диаметр круга — 9,0 м
- Оркестровая яма
  - ширина оркестровой ямы — 3,2 м
  - ширина по оси зрительного зала — 11,0 м
  - глубина оркестровой ямы — 2,1 м

### Труппа
- Амиров, Алмас Хадисович, Народный артист Республики Башкортостан, лауреат Молодёжной премии им. Ш. Бабича РБ
- Амирова, Гульнара Ирнесовна
- Байзигитов, Сагидулла Исмагилович, Заслуженный артист Республики Башкортостан
- Баимов, Ильсур Ахтарович
- Бахтиева, Алсу Исмагиловна, Заслуженная артистка Республики Башкортостан
- Булатов, Ирек Алмерович[8]
- Буранбаева Сара Абдулхаевна, Заслуженная народная артистка Республики Башкортостан
- Валитов, Загир Суфиянович, заслуженный артист России, Народный артист Республики Башкортостан, лауреат гос. премии им. С. Юлаева
- Газетдинова, Ильсияр Ибрагимовна, Заслуженная артистка России, Народная артистка Республики Башкортостан, Народная артистка Республики Татарстан
- Галимов, Руслан Ирекович
- Гарипов, Фиргат Рашитович
- Гафаров, Азамат Фиданович, Заслуженный артист Республики Башкортостан
- Гафаров, Фидан Сафич, Заслуженный артист России, Народный артист Республики Башкортостан, Народный артист Республики Татарстан, лауреат Гос. премии им. С. Юлаева
- Гафарова-Галина, Алсу Ванзировна, Заслуженная артистка Республики Башкортостан
- Гумеров, Ильдар Ибрагимович, Народный артист Республики Башкортостан
- Дильмухаметова, Шаура Ишмулловна, Народная артистка Республики Башкортостан
- Динмухаметова, Разифа Рашитовна
- Загитов, Раус Хабирович, Заслуженный артист России, Народный артист Республики Башкортостан
- Ирсаева, Нурия Исхаковна, Заслуженная артистка России, Народная артистка Республики Башкортостан, Народная артистка Республики Татарстан, лауреат Гос. премии им. С. Юлаева
- Кагарманова, Римма Расулевна
- Курбангалеева, Суфия Шарафулловна, Заслуженная артистка России, Народная артистка Республики Башкортостан
- Маликова, Гузяль Хасановна, Народная артистка Республики Башкортостан
- Мубарякова, Гюлли Арыслановна, Заслуженная артистка России, Народная артистка Республики Башкортостан, лауреат Гос. премии им. С. Юлаева
- Муртазин, Хаким Фаритович
- Рафикова, Гульфия Булатовна
- Саитов, Ильдар Ширкатович, Народный артист Республики Башкортостан, лауреат премии им. А. Мубарякова СТД РБ
- Суяргулов, Мулиян Зияиитдинович, Народный артист Республики Башкортостан
- Утяшев, Хурматулла Газзалеевич, Заслуженный артист России, Народный артист Республики Башкортостан, лауреат Гос. премии им. С. Юлаева
- Фархиева, Гульнара Леонардовна
- Хайруллина, Минзаля Гайнетдиновна, Народная артистка Республики Башкортостан
- Хакимова, Светлана Фаритовна, Заслуженная артистка Республики Башкортостан
- Хасанов, Руслан Рамилевич
- Хисамова, Рамзия Исламовна, Народная артистка Республики Башкортостан
- Хисамова, Танзиля Динисламовна, Народная артистка Республики Башкортостан
- Юмагулова, Айсылу Ильшатовна
- Юнусова, Эльвира Ахтямовна, Заслуженная артистка России (2007)[9], Народная артистка Республики Башкортостан
- Яруллин, Хамид Гатауллинович, Заслуженный артист России, Народный артист Республики Башкортостан

В труппе в разное время работали артисты:
- Арсланова, Закия Шайдулловна
- Файзуллин, Рафгат Шакирьянович — Народный артист БАССР (1964).

### Репертуар
- «Похититель любви» Ф. Буляков
- «Деревенские адвокаты» Мустая Карима
- «Мастер и подмастерье», постановка Айрата Абушахманова[10]
- «Грешно ли любить?» Т. Миннуллин
- «Пролетая над гнездом кукушки» Кена Кизи
- 2010 — «Ахмет-Заки Валиди Тоган» Нажиба Асанбаева[11]

## Награды и премии
- Орден Трудового Красного Знамени (19 января 1970 года) — за заслуги в развитии советского театрального искусства[12].
- Премия Правительства Российской Федерации имени Фёдора Волкова за вклад в развитие театрального искусства Российской Федерации (21 июля 2018 года)[13].
- Премия II Международного фестиваля тюркоязычных театров «Туганлык» в номинации «Лучший спектакль фестиваля» за спектакль «Бибинур, ах, Бибинур!» Ф. М. Булякова (1996).
- Премия IV Международного фестиваля тюркоязычных театров «Туганлык» в номинации «Лучший спектакль фестиваля» за спектакль «Кәкүк ояһы» — «Полёт над гнездом кукушки» А. А. Абушахманова по одноим. роману К. Кизи (2006).
- Театральная Премия «Золотая маска» в номинации «Специальная Премия жюри драматического театра и театра кукол» — "За сценическое прочтение романа Гузели Яхиной «Зулейха открывает глаза» (2018).[14]

### Знаменитые артисты
- Бедер Юсупова (1901 −1969) — первая профессиональная башкирская актриса
- Арслан Мубаряков (1908—1977)
- Гималетдин Мингажев (1889—1955)
- Булат Имашев (1908—1946)
- Зайтуна Бикбулатова (1908—1992)
- Рагида Янбулатова(1915—1997)
- Рим Сыртланов (1908—1979)
- Хусаин Кудашев (1913—1986)
- Габдулла Гиляжев (1930—1997)
- Шамиль Рахматуллин (1930—2001)
- Гюлли Мубарякова (1936—2019)
- Олег Ханов (1951)
- Нурия Ирсаева (1942)
- Фидан Гафаров (1947)
- Нагима Таждарова (1922—1926)